# Mielizna Zachodnia
Mielizna Zachodnia – mielizna Zatoki Pomorskiej, przy zachodnim falochronie wejścia do Świny, przy wschodniej części wyspy Uznam. Ławica przybrzeżna piasku odchodzi od strefy przybrzeżnej Bramy Świny w kierunku północnym.
Do 1945 r. stosowano niemiecką nazwę Wester Grund. W 1949 r. ustalono urzędowo polską nazwę Mielizna Zachodnia.